# Aline MacMahon
Aline Laveen MacMahon (3 de mayo de 1899-12 de octubre de 1991) fue una actriz estadounidense. Debutó en el escenario en 1921. Trabajó extensamente en cine y televisión hasta su jubilación en 1975. Fue candidata al Premio de la Academia a la Mejor Actriz de Reparto por su actuación en Dragon Seed (1944).

## Juventud
MacMahon nació en McKeesport, Pensilvania; era hija de William Marcus MacMahon y Jennie (de soltera Simon). Su padre era editor de Associated Press y director de la Munsey's Magazine. Sus padres se casaron el 14 de julio de 1898 en Columbus, Ohio. Su padre murió el 6 de septiembre de 1931. Su madre, ávida coleccionista de campanas, murió en 1984, a los 106 años.
MacMahon ya se dedicaba al espectáculo en 1908, cuando un artículo periodístico informaba sobre «una serie de canciones y bailes de Aline MacMahon» en la iglesia de St. Jude, en Brooklyn. 

## Educación
MacMahon se crio en Brooklyn, en la ciudad de Nueva York, y se educó en la escuela pública 103, en la Erasmus Hall High School (también en Brooklyn) y en el Barnard College.

## Carrera
Emprendió su carrera profesional en 1914. Comenzó a actuar en Broadway en 1921 en La Casa de Madrás. (si bien otra fuente afirma que su primera actuación en Broadway fue en El espejismo en 1921). Participó en veinticuatro espectáculos de Broadway. Su primer papel en el cine fue la película anterior a la implantación del Código Hays Sed de escándalo (1931); a partir de entonces alternó trabajos en Broadway y Hollywood durante el resto de su carrera.
La Screen World Presents the Encyclopedia of Hollywood Film Actors señala sobre MacMahon que fue una buena actriz, empática, ingeniosa y de lengua afilada en sus primeros papeles que luego pasó a representar papeles secundarios con soltura, a medida que ganaba peso y tuvo un aspecto más maternal.

## Vida privada
El 28 de marzo de 1928, MacMahon se casó Clarence Stein, arquitecto y urbanista, fundador de la Asociación de Planificación Regional. Durante largos períodos a lo largo de su matrimonio, vivió en Los Ángeles, mientras que su esposo residía en la ciudad de Nueva York. Murió en 1975. El matrimonio no tuvo hijos. MacMahon fue presidenta del Teatro de la Biblioteca de Equidad en 1950. Organizó obras para teatros comunitarios y participó activamente en organizaciones benéficas.

## Muerte
MacMahon murió en 1991, a los 92 años, de neumonía, en Nueva York, siete años después de haberlo hecho su madre, que falleció a los 106 años en 1984.

## Documentos
La Biblioteca Pública de Nueva York tiene una colección de documentos de MacMahon que contienen datos sobre varios aspectos de su vida y que se hallan en la sección teatral Billy Rose.

## Filmografía parcial

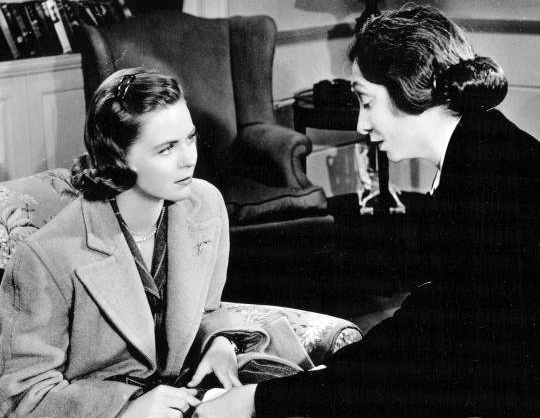
Dorothy McGuire (izquierdo) y Aline MacMahon en Recompensa ilimitada (1944)

| - Sed de escándalo (1931): la señorita Taylor - The Heart of New York (1932): Bessie, la vecina - The Mouthpiece (1932): la señorita Hickey, secretaria de Day - Week-End Marriage (1932): Agnes Davis - Life Begins (1932): la señorita Bowers - Once in a Lifetime (1932): May Daniels - One Way Passage (1932): Betty - Silver Dollar (1932): Sarah Martin - Gold Diggers of 1933 (1933): Trixie Lorraine - The Life of Jimmy Dolan (1933): Mrs. Moore aka Auntie - Heroes for Sale (1933): Mary - The World Changes (1933): Anna Nordholm - Heat Lightning (1934): Olga - The Merry Frinks (1934): Hattie 'Mom' Frink - Side Streets (1934): Bertha Krasnoff | - Big Hearted Herbert (1934): Elizabeth - Babbitt (1934): Myra Babbitt - While the Patient Slept (1935): Sarah Keate - Mary Jane's Pa (1935): Ellen Preston - I Live My Life (1935): Betty Collins - Kind Lady (1935): Mary Herries - Ah, Wilderness! (1935): tía Lily - When You're in Love (1937): Marianne Woods - Back Door to Heaven (1939): la señorita Williams - Out of the Fog (1941): Florence Goodwin - Capricho de mujer (1942): Buddy - Tish (1942): Lizzie Wilkins - Stage Door Canteen (1943): Aline MacMahon - Seeds of Freedom (1943): Odessa Citizen - Reward Unlimited (1944, short): la señora Scott | - Dragon Seed (1944): la esposa de Ling Tan - Guest in the House (1944): tía Martha - The Mighty McGurk (1947): Mamie Steeple - Los ángeles perdidos (1948): la señora Deborah R. Murray - Roseanna McCoy (1949): Sarie McCoy - El halcón y la flecha (1950): Nonna Bartoli - The Eddie Cantor Story (1953): la abuela Esther - El hombre de Laramie (1955): Kate Canaday - Cimarrón (1960): la señora Mavis Pegler - The Young Doctors (1961): la doctora Lucy Grainger - El señor de Hawái (1963): Kapiolani Kahana - I Could Go On Singing (1963): Ida - All the Way Home (1963): Aunt Hannah - For the Use of the Hall (1975, TV): Bess |